# Varese Football Club 1998-1999
Questa voce raccoglie le informazioni riguardanti il Varese Football Club nelle competizioni ufficiali della stagione 1998-1999.

## Stagione
Nella stagione 1998-1999 il Varese si presenta ai nastri di partenza della Serie C1 fresco della promozione dalla serie C2, sempre allenato da Giorgio Roselli. Complice un girone di ritorno avaro di vittorie, la salvezza viene raggiunta solo all'ultima giornata e grazie a un pasticcio del Padova: il 3 aprile 1999, infatti, il Padova vince per 2-0 la partita con il Varese, ma infrange una regola imposta dalla Lega di Serie C, che obbliga le società a schierare in campo per tutti i novanta minuti almeno un under 21. In particolare è Simone Barone, unico giovane sul terreno di gioco per i biancoscudati, che viene sostituito da un compagno di squadra più grande, consentendo quindi al Varese di ottenere la vittoria a tavolino. Grazie a questo fatto Varese e Padova terminano il campionato appaiate a 40 punti, ma con i primi meglio posizionati rispetto ai veneti per via della classifica avulsa. Il Varese è quindi salvo, mentre il Padova è costretto ai play-out.

## Rosa
| N. |                   | Ruolo | Calciatore          |
| -- | ----------------- | ----- | ------------------- |
|    | Italia (bandiera) | P     | Maurizio Brancaccio |
|    | Italia (bandiera) | P     | Cristian Berretta   |
|    | Italia (bandiera) | P     | Igor Grassi         |
|    | Italia (bandiera) | D     | Claudio Riboni      |
|    | Italia (bandiera) | D     | Christian Terni     |
|    | Italia (bandiera) | D     | Edoardo Gorini      |
|    | Italia (bandiera) | D     | Alessio De Stefani  |
|    | Italia (bandiera) | D     | Ivan Tolotti        |
|    | Italia (bandiera) | D     | Daniele Fagnoni     |
|    | Italia (bandiera) | C     | Mauro Borghetti     |
|    | Italia (bandiera) | C     | Mavillo Gheller     |
|    | Italia (bandiera) | C     | Davide Felici       |

| N. |                   | Ruolo | Calciatore           |
| -- | ----------------- | ----- | -------------------- |
|    | Italia (bandiera) | C     | Alessandro Ferronato |
|    | Italia (bandiera) | C     | Antonio Modica       |
|    | Italia (bandiera) | C     | Domenico Sassone     |
|    | Italia (bandiera) | C     | Davide Saverino      |
|    | Italia (bandiera) | C     | Alvise Zago          |
|    | Italia (bandiera) | C     | Luca Tutone          |
|    | Italia (bandiera) | A     | Fabio Bazzani        |
|    | Italia (bandiera) | A     | Valerio Bovio        |
|    | Italia (bandiera) | A     | Massimo Sala         |
|    | Italia (bandiera) | A     | Marco Cavicchia      |
|    | Italia (bandiera) | A     | Antonio Di Natale    |
|    | Italia (bandiera) | A     | Davide Possanzini    |

## Risultati

### Serie C1

#### Girone di andata
| Montevarchi 6 settembre 1998 1ª giornata | Montevarchi         | 0 – 0 | Varese | Stadio Gastone Brilli Peri\| Arbitro: \| Lombardi (Lanciano) \| |
| Arbitro:                                 | Lombardi (Lanciano) |       |        |                                                                 |

| Arbitro: | Cavuoti (Vasto) |

|  |           |            |
|  | Marcatori | 40’ Scalzo |

| Lecco 20 settembre 1998 3ª giornata | Lecco                 | 0 – 0 | Varese | Stadio Mario Rigamonti\| Arbitro: \| N. Ayroldi (Molfetta) \| |
| Arbitro:                            | N. Ayroldi (Molfetta) |       |        |                                                               |

| Varese 27 settembre 1998 4ª giornata | Varese              | 0 – 0 | Brescello | Stadio Franco Ossola\| Arbitro: \| Battaglia (Messina) \| |
| Arbitro:                             | Battaglia (Messina) |       |           |                                                           |

| Cittadella 4 ottobre 1998 5ª giornata | Cittadella          | 0 – 0 | Varese | Stadio Piercesare Tombolato\| Arbitro: \| Lombardi (Lanciano) \| |
| Arbitro:                              | Lombardi (Lanciano) |       |        |                                                                  |

| Arbitro: | Ferone (Terni) |

|                             |           |                         |
| Pellissier 7’ Tolotti 90+3’ | Marcatori | 20’ Taldo 81’ Reculiani |

| Varese 18 ottobre 1998 7ª giornata | Varese              | 0 – 0 | Como | Stadio Franco Ossola\| Arbitro: \| Cavallaro (Legnago) \| |
| Arbitro:                           | Cavallaro (Legnago) |       |      |                                                           |

| Arbitro: | Strocchia (Nola) |

|                                 |           |               |
| Fioretti 59’ (rig.) Pantano 63’ | Marcatori | 14’, 39’ Zago |

| Arbitro: | Esposito (Trapani) |

|                 |           |             |
| Zago 65’ (rig.) | Marcatori | 67’ Savoldi |

| Arbitro: | Battaglia (Messina) |

|                                  |           |                                        |
| Corradi 41’ Primitivo 45’ (rig.) | Marcatori | 14’ Mas. Sala 49’ Gorini 75’ Cavicchia |

| Arbitro: | Cassarà (Palermo) |

|          |           |                 |
| Zago 25’ | Marcatori | 21’ Cornacchini |

| Arbitro: | Ciulli (Roma) |

|              |           |                         |
| Solimeno 48’ | Marcatori | 26’ Terni 38’ Ferronato |

| Arbitro: | G. Rossi (Rimini) |

|               |           |              |
| Mas. Sala 13’ | Marcatori | 49’ Mandelli |

| Arbitro: | Papini (Perugia) |

|  |           |             |
|  | Marcatori | 83’ Bazzani |

| Arbitro: | Niccolai (Livorno) |

|                           |           |                           |
| Giacobbo 64’ Pilleddu 81’ | Marcatori | 36’ Ferronato 47’ Bazzani |

| Arbitro: | Battaglia (Messina) |

|              |           |  |
| Saverino 30’ | Marcatori |  |

| Arbitro: | Angrisani (Salerno) |

|              |           |  |
| Salamone 32’ | Marcatori |  |

#### Girone di ritorno
| Arbitro: | Bernabini (Roma) |

|             |           |  |
| Bazzani 52’ | Marcatori |  |

| Arbitro: | Semeraro (Taranto) |

|             |           |                |
| Lugheri 40’ | Marcatori | 90+2’ Saverino |

| Arbitro: | N. Airoldi (Molfetta) |

|  |           |          |
|  | Marcatori | 77’ Biso |

| Arbitro: | Battaglia (Messina) |

|             |           |                |
| Pelatti 15’ | Marcatori | 84’ Pellissier |

| Arbitro: | Morganti (Ascoli Piceno) |

|  |           |                         |
|  | Marcatori | 30’ Beretta 70’ Filippi |

| Arbitro: | Palmieri (Cosenza) |

|                     |           |               |
| Bruni 15’ Taldo 33’ | Marcatori | 54’ Mas. Sala |

| Arbitro: | Cirone (Palermo) |

|             |           |  |
| Colombo 54’ | Marcatori |  |

| Arbitro: | F. Rossi (Forlì) |

|          |           |                          |
| Zago 47’ | Marcatori | 34’ Bonaldi 60’ Vendrame |

| Arbitro: | Lombardi (Lanciano) |

|               |           |             |
| Cavicchia 23’ | Marcatori | 5’ Spinelli |

| Arbitro: | Gabriele (Frosinone) |

|                |           |                           |
| Pellissier 52’ | Marcatori | 41’ Gennari 84’ Mazzocchi |

| Arbitro: | Ferraro (Crotone) |

|                           |           |  |
| S. Barone 19’ Saurini 88’ | Marcatori |  |

| Arbitro: | Benedetto (Messina) |

|                |           |  |
| Pellissier 19’ | Marcatori |  |

| Arbitro: | Cirone (Palermo) |

|                          |           |  |
| Bizzarri 5’ Vincioni 33’ | Marcatori |  |

| Varese 25 aprile 1999 31ª giornata | Varese            | 0 – 0 | Siena | Stadio Franco Ossola\| Arbitro: \| Urbano (Carbonia) \| |
| Arbitro:                           | Urbano (Carbonia) |       |       |                                                         |

| Arbitro: | Strocchia (Nola) |

|                 |           |              |
| Zago 66’ (rig.) | Marcatori | 71’ Pagliuca |

| Arbitro: | Urbano (Carbonia) |

|                           |           |  |
| Matteazzi 63’ Ratti 90+1’ | Marcatori |  |

| Arbitro: | Palmieri (Cosenza) |

|              |           |  |
| Saverino 65’ | Marcatori |  |

### Coppa Italia di Serie C

#### Girone A
| 23 agosto 1998 1ª giornata |  | – Turno di riposo Varese |  |  |

| Arbitro: | Mazzoleni (Bergamo) |

|                       |           |                                 |
| Petrone 37’ Corti 68’ | Marcatori | 8’ Gorini 29’, 45+2’ Possanzini |

| Arbitro: | Castellin (Conselve) |

|                                         |           |                  |
| Ferronato 5’ Possanzini 44’ Bazzani 50’ | Marcatori | 72’ (rig.) Misso |

| Arbitro: | Maselli (Lucca) |

|                                               |           |                  |
| Cavaliere 4’ (rig.) Righi 63’ L. Beghetto 67’ | Marcatori | 6’ (rig.) Gorini |

| Arbitro: | Gazzi (Torino) |

|               |           |                     |
| Di Natale 35’ | Marcatori | 66’, 90+1’ Guidetti |

## Statistiche

### Statistiche di squadra
| Competizione | Punti | In casa | In casa | In casa | In casa | In casa | In casa | In trasferta | In trasferta | In trasferta | In trasferta | In trasferta | In trasferta | Totale | Totale | Totale | Totale | Totale | Totale | DR |
| Competizione | Punti | G       | V       | N       | P       | Gf      | Gs      | G            | V            | N            | P            | Gf           | Gs           | G      | V      | N      | P      | Gf     | Gs     | DR |
| ------------ | ----- | ------- | ------- | ------- | ------- | ------- | ------- | ------------ | ------------ | ------------ | ------------ | ------------ | ------------ | ------ | ------ | ------ | ------ | ------ | ------ | -- |
| Serie C1     | 40    | 17      | 4       | 8       | 5       | 12      | 14      | 17           | 4            | 8            | 5            | 14           | 20           | 34     | 8      | 16     | 10     | 26     | 34     | -8 |
| Coppa Italia |       | 2       | 1       | 0       | 1       | 4       | 3       | 2            | 1            | 0            | 1            | 5            | 4            | 4      | 2      | 0      | 2      | 8      | 8      | 0  |
| Totale       | -     | 19      | 5       | 8       | 6       | 16      | 17      | 19           | 5            | 8            | 6            | 19           | 24           | 38     | 10     | 16     | 12     | 34     | 42     | -8 |